# عصوية ذهبية تايوانية
عصوية ذهبية تايوانية (الاسم العلمي: Chryseobacterium taiwanense) هي نوع من البكتيريا، سلبية الغرام، تتبع جنس عصوية ذهبية.